# Everett Kent

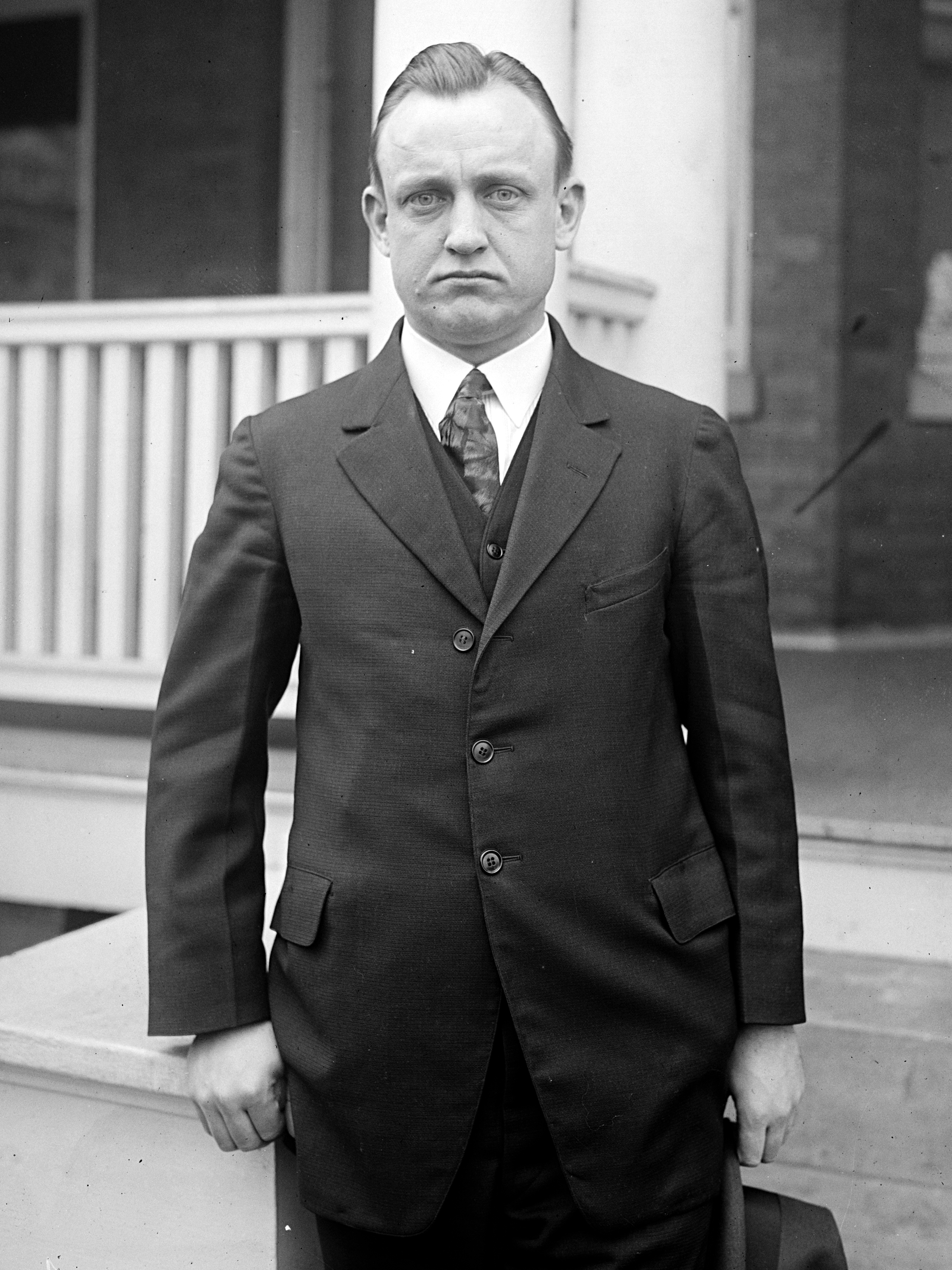
Everett Kent (1923)

Everett Kent (* 15. November 1888 in East Bangor, Northampton County, Pennsylvania; † 13. Oktober 1963 in Bethlehem, Pennsylvania) war ein US-amerikanischer Politiker. Zwischen 1923 und 1929 vertrat er zwei Mal den Bundesstaat Pennsylvania im US-Repräsentantenhaus.

## Werdegang
Everett Kent besuchte die öffentlichen Schulen seiner Heimat und arbeitete danach als Maschinist und Zeitungsreporter. Außerdem war er zeitweise auch als Lehrer an der Roosevelt School in Bangor tätig. Nach einem Jurastudium an der University of Pennsylvania in Philadelphia und seiner 1911 erfolgten Zulassung als Rechtsanwalt begann er in Bangor in diesem Beruf zu praktizieren. Er wurde auch juristischer Berater mehrerer Städte seiner Heimat. Von 1912 bis 1915 war er auch Rechtsbeistand der Gefängnisinspektoren im Northampton County. Von 1920 bis 1923 fungierte er als Staatsanwalt im Northampton County. Politisch schloss er sich der Demokratischen Partei an.
Bei den Kongresswahlen des Jahres 1922 wurde Kent im 30. Wahlbezirk von Pennsylvania in das US-Repräsentantenhaus in Washington, D.C. gewählt, wo er am 4. März 1923 die Nachfolge des Republikaners Melville Clyde Kelly antrat. Da er im Jahr 1924 nicht bestätigt wurde, konnte er bis zum 3. März 1925 zunächst nur eine Legislaturperiode im Kongress absolvieren. Bei den Wahlen des Jahres 1926 wurde er erneut im 30. Distrikt seines Staates in den Kongress gewählt, wo er am 4. März 1927 William R. Coyle ablöste, der zwei Jahre zuvor sein Nachfolger geworden war. Im Jahr 1928 wurde er nicht wiedergewählt und musste daher am 3. März 1929 den Kongress verlassen.
Nach dem Ende seiner Zeit im US-Repräsentantenhaus arbeitete Kent wieder als Anwalt. Zwischen 1936 und 1956 nahm er als Delegierter an allen Democratic National Conventions teil. Von 1933 bis 1943 war er Rechtsberater des County controller im Northampton County. Everett Kent starb am 13. Oktober 1963 in Bethlehem und wurde in Bangor beigesetzt.